# Nicola Martial
Nicola Martial (ur. 13 maja 1974) – amerykańsko–gujańska lekkoatletka, specjalizująca się w trójskoku, i trenerka. Reprezentantka Gujany na igrzyskach olimpijskich w Atlancie. W rundzie kwalifikacyjnej uzyskała wynik 12,91 m, zajmując ostatecznie 24. miejsce. Rekord życiowy i najlepszy wynik w kraju ustanowił 3 czerwca 1995, skacząc 13,74 m. 
W latach 1992–1996 studiowała na University of Nebraska, uzyskując tytuł Bachelor of Science z politologii, a doktoryzowała się na Seton Hall University School of Law z zakresu prawa. Została włączona do Armory Coaches Hall of Fame i University of Nebraska Athletics Hall of Fame.
Jej mężem jest Shaun Dominic Deitz. Mają syna, Jahymna Alexandera, i córkę, Jaelynn Alaię.